# Triglav
Triglav (pronunciat [ˈtɾiːɡlau̯]; en alemany: Terglau; en italià: Tricorno), amb una cota de 2.864 m és la muntanya més alta d'Eslovènia i el cim més alt dels Alps Julians. La muntanya és el símbol preeminent de la nació eslovena. És l'element central del Parc Nacional de Triglav, l'únic parc nacional d'Eslovènia. El Triglav també va ser el cim més alt de la República Federal Socialista de Iugoslàvia abans de la independència d'Eslovènia el 1991. Juntament amb el riu Vàrdar va ser el símbol de la «fraternitat i unitat iugoslava».

## Topònim
El nom deriva del compost *Tri-golvъ (literalment «tres caps», és a dir, «tres cims»), que es pot entendre perquè la muntanya té tres cims quan es veu des de gran part de l'Alta Carniola. És poc probable que el nom tingui cap connexió amb la deïtat eslava Triglav. En el dialecte local, el nom es pronuncia Tərgwò u̯ (amb un accent a la segona síl·laba) en contrast amb l'eslovè Tríglav estàndard. El cim més alt de vegades també s'anomena Veliki Triglav per a distingir-lo del Mali Triglav, 2,738 m, immediatament a l'est.

## Història
La primera ascensió registrada del Triglav es va aconseguir l'any 1778, per iniciativa de l'industrial i erudit Sigmund Zois. Segons la ressenya publicada al diari Illyrisches Blatt l'any 1821 per l'historiador i geògraf Johann Richter, els alpinistes foren el cirurgià Lovrenz Willomitzer, el caçador d'isards Štefan Rožič i els miners Luka Korošec i Matevž Kos. Segons la ressenya de Belsazar Hacquet a la seva Oryctographia Carniolica, van ser dos caçadors d'isards, un d'ells Luka Korošec i el nom de l'altre no s'esmenta.

L'alçada de Triglav va ser mesurada per primera vegada el 23 de setembre de 1808 per Valentin Stanič. El primer a posar el nom de la muntanya en un mapa, escrit com a Mons Terglou, va ser Joannes Disma Floriantschitsch de Grienfeld, que el 1744 va publicar el mapa Ducatus Carniolae Tabula Chorographica. El primer mapa on va aparèixer el seu nom escrit com a Triglav va ser Zemljovid Slovenske dežele in pokrajin de Peter Kosler, elaborat del 1848 al 1852 i publicat a Viena el 1861.

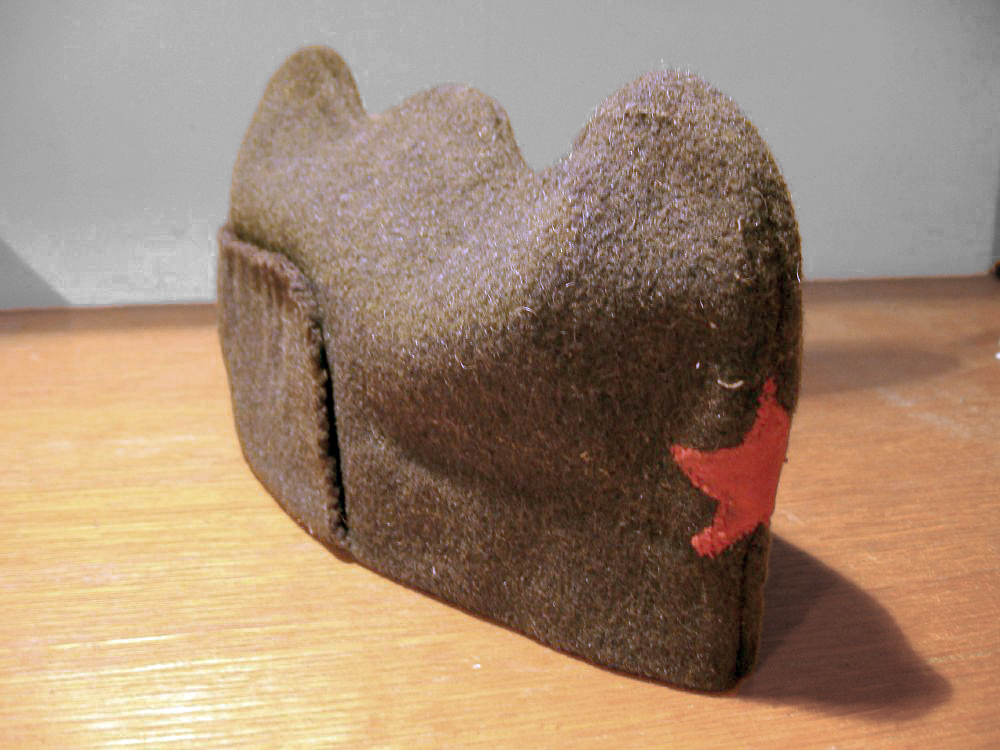
Una triglavka partisana eslovena

Durant la Segona Guerra Mundial, Triglav va representar simbòlicament l'impuls de la resistència eslovena als exèrcits feixista i nazi. Els partisans eslovens van portar la triglavka des de 1942 fins després de 1944. La zona de Triglav és l'escenari d'un antic conte popular eslovè sobre un caçador que busca un tresor custodiat per un isard encantat amb banyes daurades anomenat Zlatorog.

Escut d'Eslovènia, amb una representació estilitzada del Triglav.

L'expresident eslovè Milan Kučan va proclamar una vegada que és un deure de tota persona eslovena escalar el Triglav almenys una vegada a la seva vida.

## Elements significatius

### Torre Aljaž

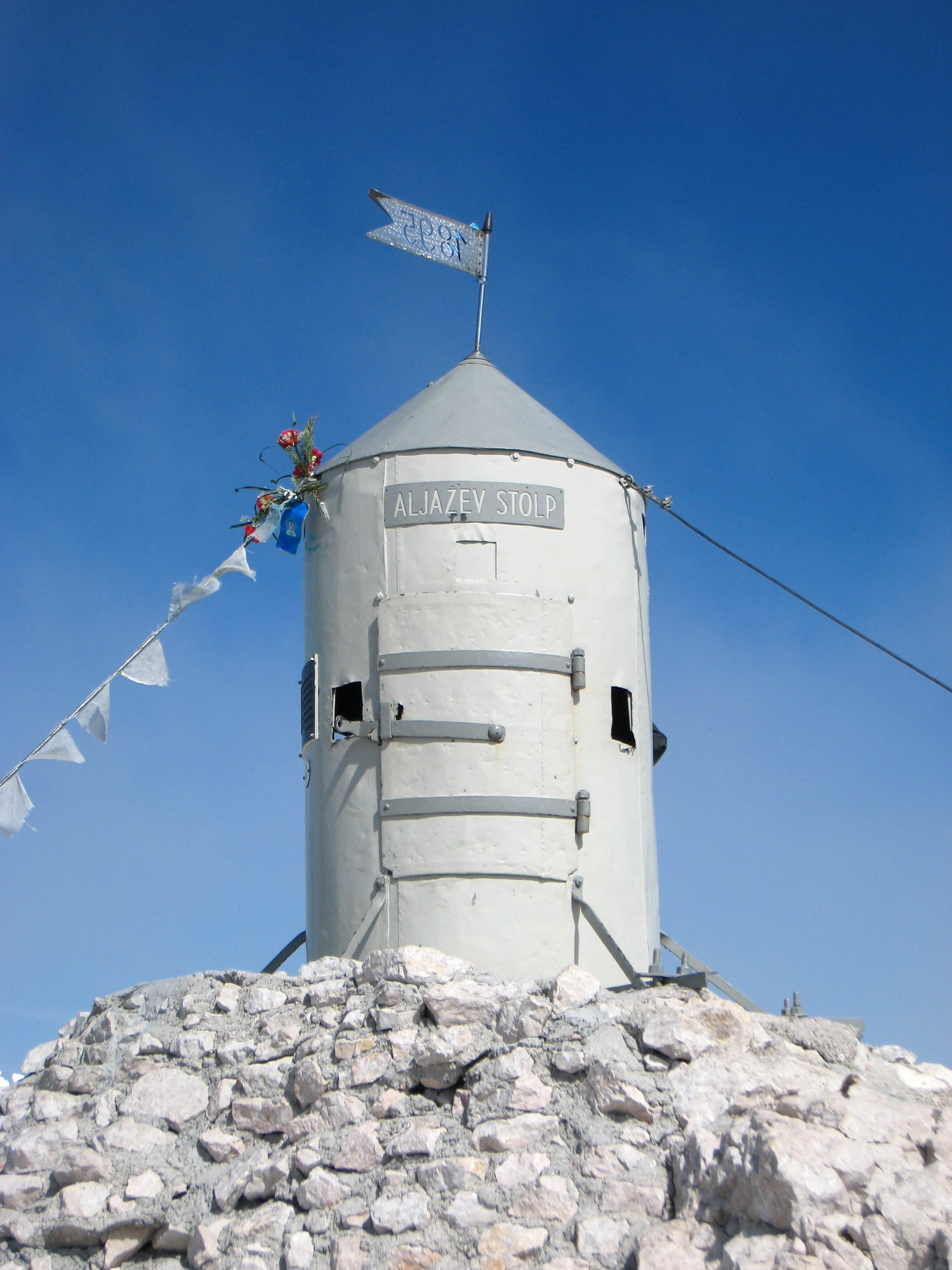
Torre Aljaž al cim de la muntanya

Al cim de la muntanya s'alça una petita estructura metàl·lica, la torre Aljaž (en eslovè: Aljažev stolp). Actua com a refugi i vèrtex geodèsic, i és un símbol de la sobirania territorial del poble eslovè.

L'epònim de la torre era el sacerdot, alpinista i patriota Jakob Aljaž. A principis de 1895, va esbossar al terra de la seva habitació a la parròquia de Dovje els plànols d'una torre cilíndrica amb una bandera al cim. L'abril d'aquell any va comprar el cim del Triglav per la suma d'un gulden austrohongarès. Fent-ho es va assegurar el dret d'aixecar un edifici al cim de la muntanya. La torre va ser construïda amb ferro i xapa d'acer zincada per Anton Belec de Šent Vid nad Ljubljano. Ell i quatre treballadors van pujar els components de la torre al cim del Triglav i van muntar-la en cinc hores el 7 d'agost de 1895. La inauguració va tenir lloc aquell mateix dia. Aljaž va donar el refugi a la Societat Alpina Eslovena.

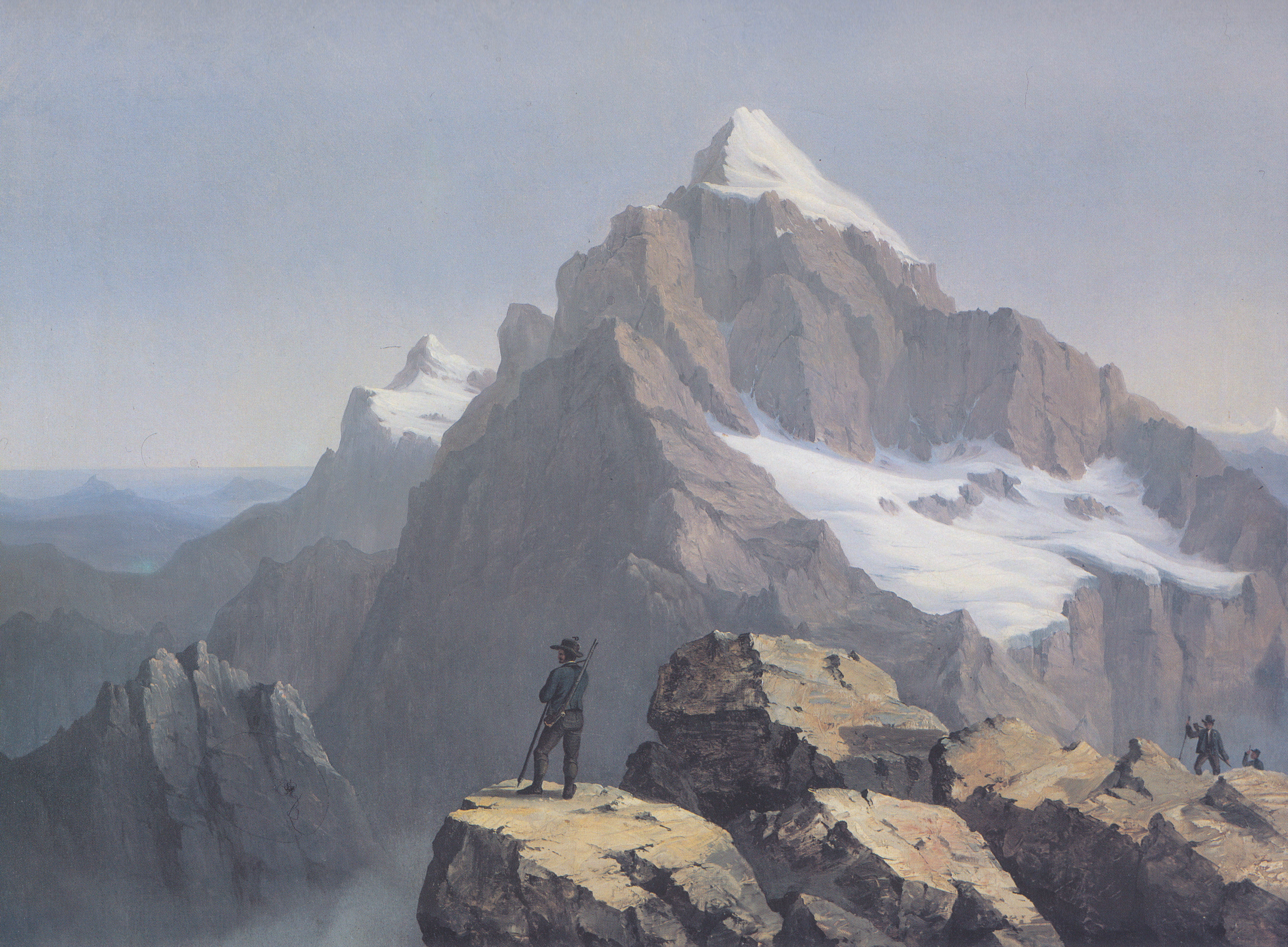
Vista romàntica del Triglav del pintor Marko Pernhart

Al principi, a la torre hi havia tres cadires, un llibre de registre, un fogó portàtil i una làmina del cim de Marko Pernhart. A l'època socialista, com a punt més alt de l'antiga Iugoslàvia, estava pintada de vermell i decorada amb una estrella roja. Amb la proclamació de la independència d'Eslovènia el juny de 1991, la bandera d'Eslovènia es va hissar al cim de la torre.

### Refugi Stanič
L'any 1895, a causa de la manca d'espai, Aljaž també va encarregar la construcció del Refugi Stanič. Es troba a 55 m sota el cim del Triglav i rep el nom del poeta i alpinista Valentin Stanič. El refugi té espai per a 8 persones assegudes o 16 dempeus. La seva importància va disminuir després de la construcció del refugi de Kredarica el 1896.

### Glacera del Triglav

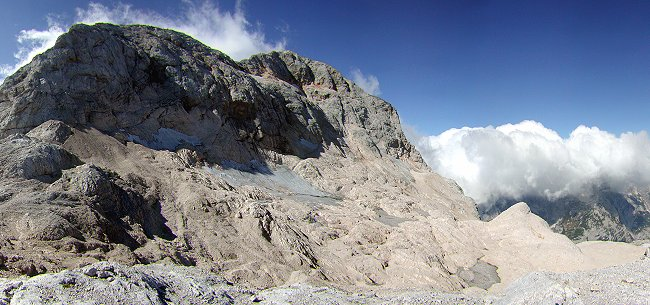
Restes de la glacera del Triglav l'any 2002

La glacera del Triglav (Triglavski ledenik) es trobava sota el cim del relleu càrstic del Triglav (Triglavski podi), a la part del vessant nord-est de la muntanya. Cobrint més de 40 hectàrees a finals del segle xix, la glacera s'havia reduït fins a 15 hectàrees el 1946, i després d'una altra contracció s'havia dividit en dues parts el 1992. L'any 2011 cobria una àrea de només 1-3 hectàrees, depenent de la temporada. El 2019 va deixar de considerar-se una glacera.